# Thoại Sơn
Thoại Sơn is een district in de Vietnamese provincie An Giang, een van de provincies in de Mekong-delta. De hoofdstad van het district is Núi Sập.
Volgens een telling in 2003 heeft Thoại Sơn 187.620 inwoners en is het 456 km² groot.
Thoại Sơn is vooral bekend, vanwege de vondst van de ecologische vondst van Oc-Eo. Oc-Eo is de naam gegeven door de Franse archeoloog Louis Malleret aan de stad die gevonden werd in het zuiden van de provincie An Giang. De stad zou de belangrijkste havenstad zijn geweest van het Funan-rijk en zou bestaan hebben van de 1e eeuw tot de 7e eeuw.